# Happy Xmas (War is Over)
«Happy Xmas (War is Over)» es una canción del músico británico John Lennon grabada en los Record Plant Studios de Nueva York a finales de octubre de 1971 y publicada como sencillo. Con la asistencia en la producción de Phil Spector, incluye un coro de niños procedente del Harlem Community Choir, acreditados en el tema.
Si bien el tema figura como una canción protesta contra la Guerra de Vietnam, se convirtió pronto en un himno navideño, apareciendo en numerosos álbumes recopilatorios de canciones navideñas.
La letra se basa en una campaña de propaganda llevada a cabo a finales de 1969 por John y su mujer, Yoko, quienes alquilaron vallas publicitarias y espacios en revistas para incluir el lema "War Is Over (If You Want It)", que puede traducirse al español como "La guerra ha terminado (si tú quieres)". Las ciudades donde se desarrolló la campaña fueron Nueva York, Tokio, Roma, Atenas y Londres. Durante este tiempo, la opinión pública de Estados Unidos se había posicionado de forma unánime en contra de la Guerra de Vietnam. 
La melodía de la canción ha sido comparada en ciertas ocasiones con la canción folk "Skewball" o Stewball".
La grabación comienza con un leve susurro en el que John y Yoko felicitan las navidades a sus hijos, Julian y Kyoko. De forma errónea, la letra incluida en la colección de 1982 The John Lennon Collection atribuye el comienzo a un intercambio de felicitaciones entre John y Yoko.
El sencillo fue publicado el 1 de diciembre de 1971 en Estados Unidos; por su parte, en el Reino Unido sería retrasada su edición hasta noviembre del año siguiente. Tras la muerte de Lennon el 8 de diciembre de 1980, la canción sería reeditada como sencillo en el Reino Unido.
En 2003, "Happy Xmas (War Is Over)" sería reeditado como sencillo en formato CD con "Imagine" e "Instant Karma!" como promoción del DVD Lennon Legend: The Very Best of John Lennon.
En las navidades de 2018 fue escogida como una de las canciones que sonaron en Vigo en la Puerta del Sol junto al árbol luminoso.

## Personal
Los músicos que participan en la grabación son los siguientes:
- John Lennon, Yoko Ono y the Harlem Community Choir: voces
- Hugh McCracken: guitarra
- Chris Osborn: guitarra
- Tedy Irwin: guitarra
- Stuart Scharf: guitarra
- Nicky Hopkins: teclados y glockenspiel
- Jim Keltner: batería

Lennon eligió a Klaus Voormann para que tocara el bajo en la canción, pero no pudo participar en las sesiones de grabación. Uno de los cuatro guitarristas que participaron en la grabación se encargó de grabar la pista de bajo, si bien no se conoce cuál de ellos.

## Versiones
- En 1998 en el concierto A Gala Christmas in Vienna ( Christmas in Vienna V) el tema fue interpretado por Sarah Brightman, Plácido Domingo, Riccardo Cocciante y Helmut Lotti.
- También la soprano británica crossover Sarah Brightman, incluyó una versión como solista en su álbum A Winter Symphony en su Deluxe Version.
- Una versión del tema fue adpatado al idioma sueco por Tommy Körberg y Sissel Kyrkjebø en 1989, titulada "Låt julen förkunna".
- Otra versión en idioma portugués, titulada "Então é Natal", sería escrita por Cláudio Rabellp y grabada por Simone en 1995.
- En 1990, "Happy Xmas (War Is Over)" sería versionada por la banda The Alarm en el álbum Standards.
- La canción es versionada frecuentemente por bandas de rock como Maroon 5, Thrice, The Fray, The Polyphonic Spree, An Angle, Street Drum Corps, The Used y Acceptance.
- Una versión en español interpretada en 1992 por Pedro Fernández, Tatiana y Ricky Martin bajo el nombre de "Amigos del mundo (Feliz Navidad)". En 1996, Tatiana (ya en su faceta de artista infantil), volvió a cantar esta canción en su primer álbum navideño bajo el título de "Feliz Año Nuevo, Feliz Navidad".
- Jimmy Buffett versionó la canción en el álbum de 1996 Christmas Island.
- Una versión instrumental de "Happy Xmas (War Is Over)" fue adaptada por Tomoyasu Hotei en 1997.
- Céline Dion versionó el tema en el álbum de 1998 The Are Special Times.
- Melissa Etheridge grabó una versión en directo.
- The Corrs incluyeron una versión como tema adicional en el DVD de 2001 Live in London.
- En 2003, fue versionada por los finalistas del programa Pop Idol y por Rebecca St. James en el álbum Christmas.
- Delta Goodrem grabó una versión como cara B del sencillo "Predictable", donde modificó el verso "war is over" por "let the war be over".
- Sarah McLachlan cerró su álbum navideño de 2006 Wintersong con una versión de "Happy Xmas (War Is Over)".
- The Used tienen una versión del tema disponible en Limewire.
- The Fray publicaron una adaptación de la canción el 12 de diciembre de 2006 en iTunes. La versión alcanzaría el puesto #50 en las listas de Billboard.
- En 2006 Tarja Turunen incluyó una versión de la canción en su disco Henkäys ikuisuudesta.
- Joey Tempest y Mic Michaeli, del grupo Europe, interpretaron la canción en la televisión estatal sueca el 17 de diciembre de 2006.
- The Moody Blues interpretaron el tema en el álbum navideño December.
- En 2007, Angelique Kidjo versionó el tema para el álbum Instant Karma: The Amnesty International Campaign to Save Darfur.
- En 2009 Cristina D'avena, Cantante italiana, interpretó la versión en inglés en el CD navideño "Magia di Natale" (La magia de la Navidad)
- La cantante Jessica Simpson hizo una versión para su disco navideño del 2010 e interpretó la canción en un especial navideño para el canal PBS a lado de su hermana Ashlee Simpson.
- En 2011 la banda japonesa Flumpool incluyó esta canción en su último minialbum del 2011 titulado Present
- En 2012 la serie Glee realizó una versión, a voz de Cory Monteith (Finn), incluida en el álbum "Glee: The Christmas Album. Volume3"
- En 2013, durante la época navideña, el cantante británico Jake Bugg realizó una versión en versión acústica de la canción en los estudios de BBC Radio 1, el cual además incluyó un extracto de "Working class hero"
- En 2016, Laura Pausini grabó una versión en estilo Swing para su álbum Laura Xmas / Laura Navidad, acompañada por la orquesta de Patrick Williams y dirigida por él mismo.
- En el 2017, para celebrar la llegada de la Navidad, el Elenco del SNT, junto al Coro Infantil de la Escuela Bettina Taborda, acompañados de Rolando Chaparro, hicieron su versión.[3]
- En 2018 la cantante y actriz Miley Cyrus, junto con el británico Mark Ronson y el hijo de Lennon, Sean Lennon, realizaron una versión que fue presentada en vivo en el programa Saturday Night Live.
- En 2018, el músico español Alfonso Gardi realizó una versión para el canal musical digital Musikike, grabada en vivo en la calle Preciados, en Madrid.